# کیوبر

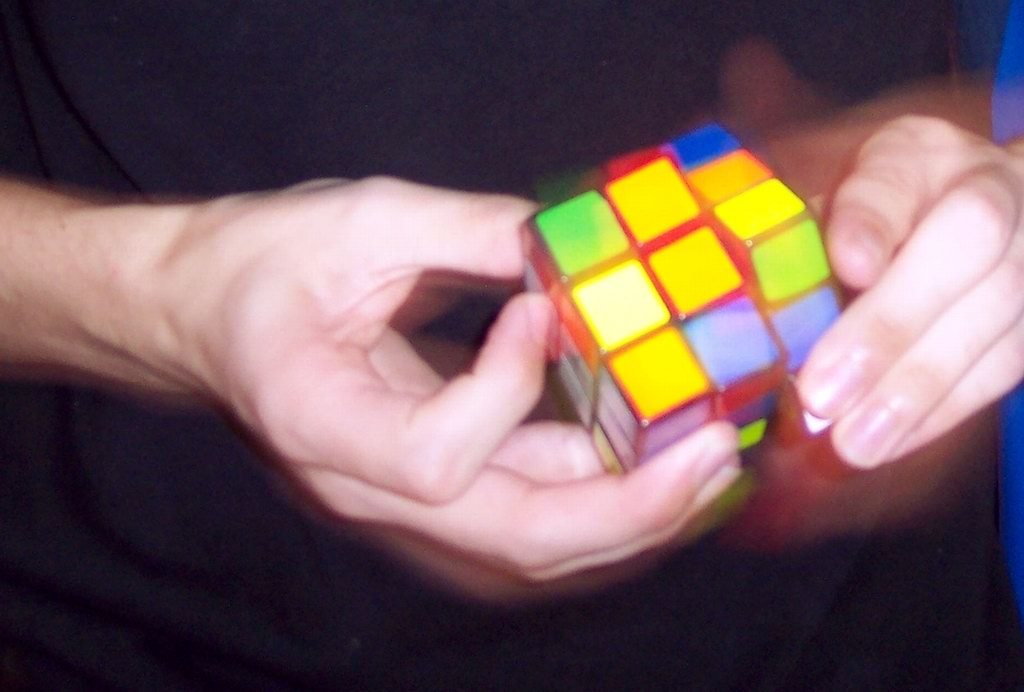
یک اسپیدکیوبر در حال حل مکعب روبیک

به کسی که مکعب روبیک یا هر پازل چرخشی دیگر را حل می‌کند کیوبر (مکعب‌باز) گفته می‌شود.
به کسانی که در مسابقات جهانی مکعب روبیک انواع مکعب‌های روبیک را سریع و در مدت زمان کمی حل می‌کنند اسپید کیوبر (Speed Cuber) گفته می‌شوند.
در این مسابقات که در کشورهای مختلف زیر نظر انجمن جهانی مکعب (WCA) انجام می‌شود رکوردهای ثبت شده و در سایت رسمی سازمان جهانی روبیک (World Cube Association) قرار می‌گیرد.
رکورد مکعب روبیک ۳*۳*۳ در حال حاضر در دست مکس پارک (Max Park) آمریکایی با زمان ۳٫۱۳ ثانیه می‌باشد.
فلیکس زمدگز یکی از بهترین اسپید کیوبرهای حال حاضر دنیاست که در هر مسابقه (به جز دو مسابقه) که شرکت کرده توانسته رکورد جهان را حداقل در یک آیتم از آن خود کند. این اسپید کیوبر فوق حرفه‌ای تا به امروز ۵۰ بار توانسته رکوردهای جهان را در آیتم‌های مختلف جابجا کند.
اولین مسابقات رسمی در جهان در سال ۱۹۸۲ در بوداپست مجارستان برگزار شد.
در این مسابقات هر شرکت‌کننده (کیوبر) سه بار می‌توانست رکوردگیری کند (باید در کمتر از ۶۰ ثانیه مکعب را حل می‌کرد) و بهترین زمان او به عنوان رکورد ثبت می‌شد. امروزه در مسابقات رسمی ۵ بار رکوردگیری می‌شود و میانگین آن به عنوان رکورد اصلی ثبت می‌شود (باید مکعب را در کمتر از ۱۲۰ثانیه حل کند) و به مرحله بعد صعود می‌کند. مسابقات دارای ۳ مرحله می‌باشد: مقدماتی، نیمه نهایی و فینال.

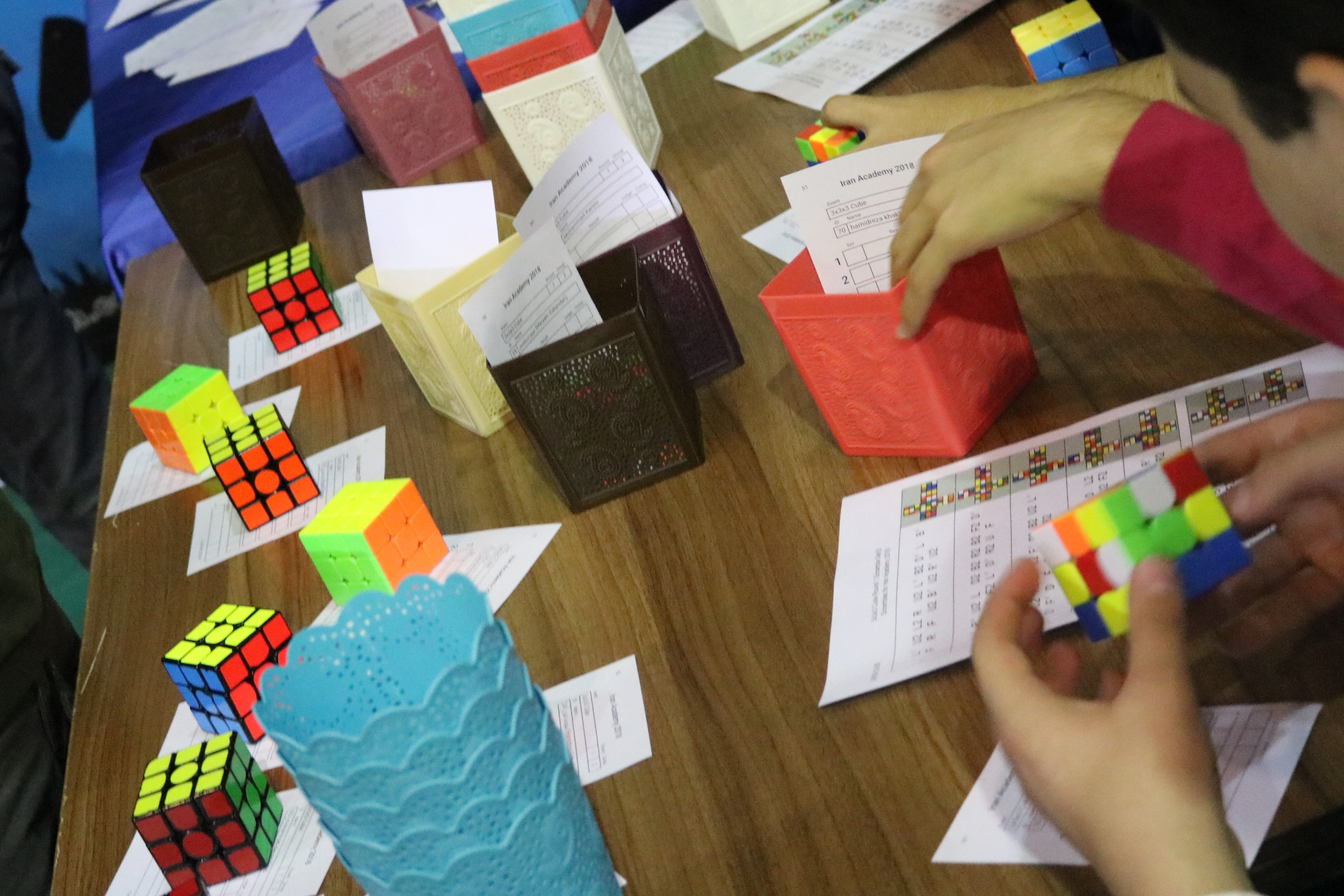
تصویری از روند برگزاری مسابقات روبیک

در این مسابقات مین تای پناهنده تایلندی از کشور آمریکا با زمان ۲۲٫۹۵ ثانیه توانست به مقام اول برسد.
مسابقات رسمی بعدی در سال ۲۰۰۳ در تورنتو کانادا زیر نظر WCA برگزار شد که این بار در ۱۳ آیتم برگزار گردید که در مکعب روبیک Dan Knights توانست با زمان میانگین ۲۰ ثانیه به مقام نخست برسد و Jess Bonde با زمان ۱۶٫۵۳ ثانیه سریع‌ترین کیوبر جهان شد. مسابقات مکعب بعد از سال ۲۰۰۳ هر ساله به و به‌صورت آزاد در بیشتر کشورهای دنیا برگزار می‌شود و هر ۲ سال یک بار مسابقات جهانی برگزار می‌گردد. که آخرین مسابقات جهانی در سال 2023 در کشور کره جنوبی برگزار شد.
آمار رکوردهای رسمی در وبگاه https://www.worldcubeassociation.org/results/recordsموجود است

## مشهورترین اسپید کیوبرها
1. فلیکس زمدگز
2. مکس پارک
3. لوکاس اتر
4. یوشینگ دو
5. Yiheng Wang
6. متس والک

## رکوردهای ثبت شده توسط اسپیدکیوبران در سطح بین‌الملل[۴]
رکوردهای بسیاری در سطح جهان از سرعتی‌ترین کیوبرهای جهان در آیتم‌های متفاوت ثبت شده‌است. برخی از این رکوردها عبارتند از:
رکورد مکعب روبیک ۳*۳*۳ توسط مکس پارک (Max Park) با زمان ۳٫۱۳ ثانیه
در سال ۲۰۲۳
رکورد مکعب روبیک ۲*۲*۲ توسط تئودر زجر (Teodor Zajder) با زمان 0.43 ثانیه
رکورد مکعب روبیک ۴*۴*۴ توسط مکس پارک (Max Park) با زمان 15.71 ثانیه
رکورد حل مکعب روبیک ۳*۳*۳ با چشم بسته توسط تومی چری (Tommy Cherry) با زمان 12.00 ثانیه
رکورد حل روبیک پیرامینکس (هرمی) توسط سیمون کلوم (Simon Kellum) با زمان 0.73 ثانیه
رکورد حل روبیک مگامینکس (۱۲ وجهی) توسط لئوناردو مارتین لوپز (Leandro Martín López) با زمان 23.18 ثانیه

## آیتم‌های مسابقات
تعداد آیتم‌های مسابقات مکعب 17 آیتم می‌باشد:
- مکعب ۲*۲*۲
- مکعب ۳*۳*۳
- حل مکعب ۳*۳*۳ با یک دست
- حل مکعب ۳*۳*۳ با چشم بسته
- حل مکعب ۳*۳*۳ با کمترین تعداد حرکت
- مکعب ۴*۴*۴
- حل مکعب ۴*۴*۴ با چشم بسته
- مکعب ۵*۵*۵
- حل مکعب ۵*۵*۵ با چشم بسته
- مکعب ۶*۶*۶
- مکعب ۷*۷*۷
- پیرامینکس (هرمی)
- مگامینکس (۱۲ وجهی)
- اسکیوب
- اسکوار
- کلاک (ساعت روبیک)
- حل چند مکعب ۳*۳*۳ با چشم بسته

## اسپید کیوبرهای ایران و جهان
تعدادی از اسپید کیوبرهای معروف جهان:
- لوکاس اِتِر[۵]
- فلیکس زمدگز[۶]
- مکس پارک[۷]
- متس والک[۸]

برخی از اسپید کیوبران ایران:
- محمدسروش حسینی[۹]
- محمد رضا کریمی[۱۰]
- مهرزاد گلی[۱۱]
- مجید احتشام نیا[۱۲]
- سام مهمانی[۱۳]
- امیرعلی فرج نژاد[۱۴]
- کسری ساربانها[۱۵]
- علی آتشی[۱۶]
- آرش مصلحت جو[۱۷]

## مسابقات بین‌المللی برگزار شده در ایران
در حال حاضر در ایران 38 مسابقهٔ در سطح بین‌المللی و زیر نظر انجمن جهانی مکعب World Cube Association برگزار شده‌است. برخی از این مسابقات عبارتند از:
- Golden Rubik's Cube 2017[۱۸]
- Iran Open 2012[۱۹]
- Iran Academy 2018[۲۰]
- Icy Summer 2018[۲۱]
- Chekaad Summer 2019[۲۲]
- Iran Open 2016[۲۳]